# Rossdorfer Altkanal
Der Rossdorfer oder Roßdorfer Altkanal (RAK) ist eine Wasserstraße im östlichen Sachsen-Anhalt.

## Beschreibung
Der Altkanal ist ein Teilstück des ehemaligen, 1743 bis 1745 gebauten Plauer Kanals. Der Kanal hatte zunächst eine Breite von 10 bis 15 Metern, eine Tiefe von 1,10 Meter bis 1,25 Meter, sodass er von Schiffen mit einer Länge bis 36,10 Meter, einer Breite bis 4,00 Meter und einem Tiefgang bis 0,90 Meter befahren werden konnte. Die Tragfähigkeit dieser Schiffe lag bei circa 50 Tonnen. 1862 bis 1866 erfolgte eine erste, 1883 bis 1891 eine zweite Erweiterung des Plauer Kanals. Nach letzterer lag die Kanalbreite bei 26,00 Meter und die Tiefe bei 2,00 Meter. Damit konnte der Plauer Kanal mit maximalen Schiffsgrößen von 65,00 Meter Länge, 8,00 Meter Breite und 1,60 Meter Tiefgang befahren werden. Diese hatten eine Tragfähigkeit etwa 600 Tonnen. Zwischen 1926 und 1938 wurde der Plauer Kanal zusammen mit dem Ihlekanal auf weite Strecken zum Elbe-Havel-Kanal ausgebaut. Bei diesen Aus- und Umbauten wählte man streckenweise jedoch auch einen neuen Verlauf, sodass mehrere Altkanäle entstanden.
Der Rossdorfer Altkanal ist eine Bundeswasserstraße und Nebenwasserstraße. Er zweigt im Stadtgebiet Genthins vom Elbe-Havel-Kanal ab und mündet nach mehr als 6,7 Kilometern östlich von Genthin wieder in diesen ein. Der RAK liegt im Verantwortungsbereich des Außenbezirks Genthin des Wasserstraßen- und Schifffahrtsamtes Spree-Havel.
Die Durchfahrt ist größtenteils ausschließlich der Sport- und Freizeitschifffahrt gestattet. Die Berufsschifffahrt darf den Kanal nur bis zu einem Hafenbecken noch im Stadtgebiet Genthins nutzen.

### Brücken
Der Kanal wird von drei Brücken überspannt. Etwa 360 Meter nach dem Abzweig aus dem Elbe-Havel-Kanal in Genthin überspannt die Eisenbahnbrücke der nichtelektrifizierten Industriebahn Genthin den Kanal. Bei Kilometer 3,453 führt die Landesstraße 34 über die Roßdorfer Brücke und bei Kilometer 5,238 die Bundesstraße 1 über die Dunkelforther Brücke. Im Kanal sind die Durchfahrtshöhen baulich auf 3,30 Meter und der Tiefgang auf 1,30 Meter beschränkt.